# Élections présidentielles sous la Cinquième République dans l'Ardèche
Depuis l'adoption de la Constitution de la Cinquième République française en 1958, dix élections présidentielles ont eu lieu afin d'élire le président de la République. Cette page présente les résultats de ces élections dans l'Ardèche.

## Synthèse des résultats du second tour
L'Ardèche vote traditionnellement de manière similaire à la France. Si en 2012, les électeurs du départements ont mis en avant François Hollande avec près de deux points de plus qu'au niveau national, en 2017 Emmanuel Macron arrive en tête avec toutefois près de 4 points de moins.
| année | Répartition des exprimés | Répartition des exprimés | Participation (% des inscrits) | Blancs ou nuls (% des votants) |

| 2022 | Emmanuel Macron (52,43%) (France : 58,55 %) | Marine Le Pen (47,57 %) (France : 33,90 %) | 75,72 % (France : 71,99 %) | 8,60 % (France : 6,24 %) |

| 2017 | Emmanuel Macron (62,37 %) (France : 66,10 %) | Marine Le Pen (37,63 %) (France : 33,90 %) | 78,14 % (France : 77,77 %) | 2,84 % (France : 2,47 %) |

| 2012 | François Hollande (53,45 %) (France : 51,64 %) | Nicolas Sarkozy (46,55 %) (France : 48,36 %) | 84,15 % (France : 80,35 %) | 1,99 % (France : 5,82 %) |

| 2007 | Nicolas Sarkozy (51,62 %) (France : 53,06 %) | Ségolène Royal (48,38 %) (France : 46,94 %) | 86,91 % (France : 83,97 %) | 1,39 % (France : 4,20 %) |

| 2002 | Jacques Chirac (82,12 %) (France : 82,21 %) | J.-M. Le Pen (17,88 %) (France : 17,79 %) | 76,24 % (France : 79,71 %) | 3,71 % (France : 3,38 %) |

| 1995 | Jacques Chirac (51,63 %) (France : 52,64 %) | Lionel Jospin (48,37 %) (France : 47,36 %) | 81,09 % (France : 78,38 %) | 3,07 % (France : 2,81 %) |

| 1988 | François Mitterrand (52,29 %) (France : 54,02 %) | Jacques Chirac (47,71 %) (France : 45,98 % %) | 82,66 % (France : 81,35 %) | 1,94 % (France : 2,00 %) |

| 1981 | François Mitterrand (50,62 %) (France : 51,76 %) | Valéry Giscard d'Estaing (49,38 %) (France : 48,24 %) | 81,09 % (France : 81,09 %) | 1,51 % (France : 1,62 %) |

| 1974 | Valéry Giscard d'Estaing (52,37 %) (France : 50,81 %) | François Mitterrand (47,63 %) (France : 49,19 %) | 85,25 % (France : 84,23 %) | 0,94 % (France : 0,92 %) |

| 1969 | Georges Pompidou (58,32 %) (France : 58,21 %) | Alain Poher (41,68 %) (France : 41,79 %) | 77,71 % (France : 77,59 %) | 1,13 % (France : 1,29 %) |

| 1965 | Charles de Gaulle (55,42 %) (France : 55,20 %) | François Mitterrand (44,58 %) (France : 44,80 %) | 83,59 % (France : 84,75 %) | 0,92 % (France : 1,01 %) |

|  | ▲ |

## Résultats détaillés par scrutin

### 2022
Arrivé en tête du premier tour, le président sortant Emmanuel Macron (27,85 %) affronte Marine Le Pen (23,15 %), un duel identique à celui du scrutin de 2017. C'est la deuxième fois qu'un second tour opposant les mêmes candidats à deux scrutins présidentiels consécutifs a lieu après ceux où se sont affrontés Valéry Giscard d'Estaing et François Mitterrand en 1974 et 1981.
En troisième position avec 21,95 % des voix, Jean-Luc Mélenchon réalise le score le plus élevé de ses trois candidatures et arrive largement en tête de la gauche, mais échoue à accéder au second tour, avec environ 400 000 voix de moins que Marine Le Pen.
Une nouvelle fois, les partis politiques traditionnels sont absents du second tour, dans des proportions encore plus importantes que lors de la précédente élection. Le Parti socialiste et Les Républicains, représentés respectivement par Anne Hidalgo et Valérie Pécresse, s'effondrent avec des scores historiquement faibles et n'atteignent pas le seuil des 5 %, condition permettant d'être remboursé des frais de campagne.
Pour la première fois, les candidatures classées à l'extrême droite dépassent le seuil de 30 % des suffrages exprimés au premier tour tandis que les sondages d'opinion laissent annoncer un duel serré face au président sortant, la possibilité d'une victoire pour Marine Le Pen étant pour la première fois envisagée par ceux-ci.
Le second tour voit Emmanuel Macron l'emporter par 58,55 % des suffrages exprimés, permettant ainsi au président sortant d'entamer un second mandat. Le septennat ayant été aboli en 2000, il devient ainsi le premier président de la République française à être réélu pour un deuxième quinquennat, le deuxième président de la Cinquième République réélu hors période de cohabitation et le quatrième président de la Cinquième République réélu.
Dans l'Ardèche, Marine Le Pen arrive en tête du premier tour avec 25,18 % des exprimés, suivie de Emmanuel Macron avec 23,02%, Jean-Luc Mélenchon avec 21,75 % et Éric Zemmour avec 7,21 %. Au second tour, les électeurs ont voté à 52,43 % pour Emmanuel Macron contre 47,57 % pour Marine Le Pen avec un taux de participation de 75,72 % des inscrits.
| Candidats                | Candidats                | Partis                   | Premier tour | Premier tour | Second tour | Second tour |
| Candidats                | Candidats                | Partis                   | Voix         | %            | Voix        | %           |
| ------------------------ | ------------------------ | ------------------------ | ------------ | ------------ | ----------- | ----------- |
|                          | Marine Le Pen            | RN                       | 49 594       | 25,18        | 81 705      | 47,57       |
|                          | Emmanuel Macron          | LREM                     | 45 353       | 23,02        | 90 053      | 52,43       |
|                          | Jean-Luc Mélenchon       | LFI                      | 42 837       | 21,75        |             |             |
|                          | Éric Zemmour             | REC                      | 14 199       | 7,21         |             |             |
|                          | Valérie Pécresse         | LR                       | 9 553        | 4,85         |             |             |
|                          | Jean Lassalle            | RES                      | 9 033        | 4,59         |             |             |
|                          | Yannick Jadot            | EELV                     | 8 544        | 4,34         |             |             |
|                          | Fabien Roussel           | PCF                      | 5 710        | 2,90         |             |             |
|                          | Nicolas Dupont-Aignan    | DLF                      | 4 927        | 2,50         |             |             |
|                          | Anne Hidalgo             | PS                       | 4 189        | 2,13         |             |             |
|                          | Philippe Poutou          | NPA                      | 1 817        | 0,92         |             |             |
|                          | Nathalie Arthaud         | LO                       | 1 219        | 0,62         |             |             |
|                          |                          |                          |              |              |             |             |
| Votes valides            | Votes valides            | Votes valides            | 196 967      | 97,63        | 171 758     | 88,64       |
| Votes blancs             | Votes blancs             | Votes blancs             | 3 311        | 1,64         | 15 843      | 8,18        |
| Votes nuls               | Votes nuls               | Votes nuls               | 1 459        | 0,72         | 6 166       | 3,18        |
| Total                    | Total                    | Total                    | 201 745      | 100          | 193 767     | 100         |
| Abstention               | Abstention               | Abstention               | 54 114       | 21,17        | 62 124      | 24,28       |
| Inscrits / participation | Inscrits / participation | Inscrits / participation | 255 859      | 78,83        | 255 891     | 75,72       |

### 2017
Le premier tour de l'élection présidentielle de 2017 voit s'affronter onze candidats. Emmanuel Macron arrive en tête devant Marine Le Pen et tous deux se qualifient pour le second tour. Néanmoins, avec François Fillon et Jean-Luc Mélenchon, les scores des quatre candidats ayant recueilli le plus de voix sont serrés (4,43 points entre le 1er et le 4e). Pour la première fois, aucun des candidats des deux partis politiques pourvoyeurs jusque-là des présidents de la Ve République, n'est présent au second tour. Celui-ci se tient le dimanche 7 mai et se solde par la victoire d'Emmanuel Macron, avec un total de 20 753 798 bulletins de vote en sa faveur, soit 66,10 % des suffrages exprimés, face à la candidate du Front national, qui recueille 33,90 %. Le scrutin est néanmoins marqué par une forte abstention et par un record de votes blancs ou nuls. 
Dans l'Ardèche, Marine Le Pen arrive en tête du premier tour avec 23,17 % des exprimés, suivie de Jean-Luc Mélenchon avec 21,8 %, Emmanuel Macron avec 21,64 %, François Fillon avec 17,3 % et Benoît Hamon avec 6,01 %. Au second tour, les électeurs ont voté à 62,37 % pour Emmanuel Macron contre 37,63 % pour Marine Le Pen avec un taux de participation de 78,14 % des inscrits.
|             | FN          | Marine Le Pen         | 45 305  | 23,17 %    | 63 109  | 37,63 %    |  |  |
|             | LFi         | Jean-Luc Mélenchon    | 42 622  | 21,8 %     |         |            |  |  |
|             | EM          | Emmanuel Macron       | 42 320  | 21,64 %    | 104 599 | 62,37 %    |  |  |
|             | LR          | François Fillon       | 33 835  | 17,3 %     |         |            |  |  |
|             | PS          | Benoît Hamon          | 11 757  | 6,01 %     |         |            |  |  |
|             | DlF         | Nicolas Dupont-Aignan | 9 926   | 5,08 %     |         |            |  |  |
|             | RES         | Jean Lassalle         | 3 546   | 1,81 %     |         |            |  |  |
|             | NPA         | Philippe Poutou       | 2 602   | 1,33 %     |         |            |  |  |
|             | UPR         | François Asselineau   | 1 969   | 1,01 %     |         |            |  |  |
|             | LO          | Nathalie Arthaud      | 1 303   | 0,67 %     |         |            |  |  |
|             | SeP         | Jacques Cheminade     | 371     | 0,19 %     |         |            |  |  |
|             |             |                       |         |            |         |            |  |  |
|             |             |                       | Nombre  | % inscrits | Nombre  | % inscrits |  |  |
| Inscrits    | Inscrits    | Inscrits              | 249 258 |            | 249 216 |            |  |  |
| Abstentions | Abstentions | Abstentions           | 46 618  | 18,7 %     | 54 487  | 21,86 %    |  |  |
| Votants     | Votants     | Votants               | 202 640 | 81,3 %     | 194 729 | 78,14 %    |  |  |
|             |             |                       |         |            |         |            |  |  |
|             |             |                       |         | % votants  |         | % votants  |  |  |
| Blancs      | Blancs      | Blancs                | 3 896   | 1,56 %     | 19 800  | 7,94 %     |  |  |
| Nuls        | Nuls        | Nuls                  | 3 188   | 1,28 %     | 7 221   | 2,9 %      |  |  |
| Exprimés    | Exprimés    | Exprimés              | 195 556 | 78,46 %    | 167 708 | 67,29 %    |  |  |

### 2012
Hollande, désigné par le PS à la suite d'une primaire ouverte, devance Sarkozy dès le premier tour de l'élection présidentielle de 2012 : c'est la première fois qu'un président sortant est ainsi devancé. Au second tour, Sarkozy est battu mais par un écart plus faible qu'attendu.
Dans l'Ardèche, François Hollande arrive en tête du premier tour avec 25,98 % des exprimés, suivi de Nicolas Sarkozy avec 23,76 %, Marine Le Pen avec 20,04 %, Jean-Luc Mélenchon avec 14,07 % et François Bayrou avec 9,15 %. Au second tour, les électeurs ont voté à 53,45 % pour François Hollande contre 46,55 % pour Nicolas Sarkozy avec un taux de participation de 83,8 % des inscrits.
|                | PS             | François Hollande     | 52 156  | 25,98 %    | 101 526 | 53,45 %    |  |  |
|                | UMP            | Nicolas Sarkozy       | 47 687  | 23,76 %    | 88 429  | 46,55 %    |  |  |
|                | FN             | Marine Le Pen         | 40 216  | 20,04 %    |         |            |  |  |
|                | FG             | Jean-Luc Mélenchon    | 28 247  | 14,07 %    |         |            |  |  |
|                | MoDem          | François Bayrou       | 18 373  | 9,15 %     |         |            |  |  |
|                | EELV           | Eva Joly              | 5 621   | 2,8 %      |         |            |  |  |
|                | DLF            | Nicolas Dupont-Aignan | 3 890   | 1,94 %     |         |            |  |  |
|                | NPA            | Philippe Poutou       | 2 750   | 1,37 %     |         |            |  |  |
|                | LO             | Nathalie Arthaud      | 1 257   | 0,63 %     |         |            |  |  |
|                | S&P            | Jacques Cheminade     | 521     | 0,26 %     |         |            |  |  |
|                |                |                       |         |            |         |            |  |  |
|                |                |                       | Nombre  | % inscrits | Nombre  | % inscrits |  |  |
| Inscrits       | Inscrits       | Inscrits              | 243 351 |            | 243 351 |            |  |  |
| Abstentions    | Abstentions    | Abstentions           | 38 560  | 15,85 %    | 39 421  | 16,2 %     |  |  |
| Votants        | Votants        | Votants               | 204 791 | 84,15 %    | 203 930 | 83,8 %     |  |  |
|                |                |                       |         |            |         |            |  |  |
|                |                |                       |         | % votants  |         | % votants  |  |  |
| Blancs ou nuls | Blancs ou nuls | Blancs ou nuls        | 4 073   | 1,99 %     | 13 975  | 6,85 %     |  |  |
| Exprimés       | Exprimés       | Exprimés              | 200 718 | 98,01 %    | 189 955 | 98,01 %    |  |  |

### 2007
Au premier tour de l'élection présidentielle de 2007, Sarkozy réussit à capter une partie des voix de Le Pen et arrive largement en tête. Royal est la première femme qualifiée pour le second tour d'une élection présidentielle. Elle est battue avec une avance de 6 points.
Dans l'Ardèche, Nicolas Sarkozy arrive en tête du premier tour avec 27,64 % des exprimés, suivi de Ségolène Royal (25,14 %), François Bayrou (18,55 %), Jean-Marie Le Pen (11,35 %) et Olivier Besancenot (4,57 %). Au second tour, les électeurs ont voté à 51,62 % pour Nicolas Sarkozy contre 48,38 % pour Ségolène Royal avec un taux de participation de 86,58 % des inscrits.
|                | UMP            | Nicolas Sarkozy      | 55 803  | 27,64 %    | 100 414 | 51,62 %    |  |  |
|                | PS             | Ségolène Royal       | 50 755  | 25,14 %    | 94 121  | 48,38 %    |  |  |
|                | UDF            | François Bayrou      | 37 453  | 18,55 %    |         |            |  |  |
|                | FN             | Jean-Marie Le Pen    | 22 912  | 11,35 %    |         |            |  |  |
|                | LCR            | Olivier Besancenot   | 9 220   | 4,57 %     |         |            |  |  |
|                | GPA            | Marie-George Buffet  | 4 986   | 2,47 %     |         |            |  |  |
|                | MPF            | Philippe de Villiers | 4 962   | 2,46 %     |         |            |  |  |
|                | CPNT           | Frédéric Nihous      | 4 624   | 2,29 %     |         |            |  |  |
|                | SE             | José Bové            | 4 387   | 2,17 %     |         |            |  |  |
|                | Les Verts      | Dominique Voynet     | 3 354   | 1,66 %     |         |            |  |  |
|                | LO             | Arlette Laguiller    | 2 425   | 1,2 %      |         |            |  |  |
|                | CNRSP          | Gérard Schivardi     | 1 001   | 0,5 %      |         |            |  |  |
|                |                |                      |         |            |         |            |  |  |
|                |                |                      | Nombre  | % inscrits | Nombre  | % inscrits |  |  |
| Inscrits       | Inscrits       | Inscrits             | 235 578 |            | 235 544 |            |  |  |
| Abstentions    | Abstentions    | Abstentions          | 30 846  | 13,09 %    | 31 610  | 13,42 %    |  |  |
| Votants        | Votants        | Votants              | 204 732 | 86,91 %    | 203 934 | 86,58 %    |  |  |
|                |                |                      |         |            |         |            |  |  |
|                |                |                      |         | % votants  |         | % votants  |  |  |
| Blancs ou nuls | Blancs ou nuls | Blancs ou nuls       | 2 850   | 1,39 %     | 9 399   | 4,61 %     |  |  |
| Exprimés       | Exprimés       | Exprimés             | 201 882 | 98,61 %    | 194 535 | 95,39 %    |  |  |

### 2002
Après cinq années de cohabitation, un duel est attendu entre Chirac et le Premier ministre Jospin lors de l'élection présidentielle de 2002, mais, à la surprise générale, ce dernier est devancé par Le Pen au premier tour. Au second tour, Chirac bénéficie du ralliement de la gauche et reçoit un score sans précédent. Il s'agit de la première élection pour un mandat de cinq ans et non plus sept.
Dans l'Ardèche, Jacques  Chirac arrive en tête du premier tour avec 17,26 % des exprimés, suivi de Jean-Marie  Le Pen avec 16,75 %, Lionel  Jospin avec 14,21 %, Jean  Saint-Josse avec 7,68 % et François Bayrou avec 6,8 %. Au second tour, les électeurs ont voté à 82,12 % pour Jacques  Chirac contre 17,88 % pour Jean-Marie  Le Pen avec un taux de participation de 83,16 % des inscrits.
|                | RPR            | Jacques Chirac          | 27 861  | 17,26 %    | 140 208 | 82,12 %    |  |  |
|                | FN             | Jean-Marie Le Pen       | 27 043  | 16,75 %    | 30 531  | 17,88 %    |  |  |
|                | PS             | Lionel Jospin           | 22 946  | 14,21 %    |         |            |  |  |
|                | CPNT           | Jean Saint-Josse        | 12 391  | 7,68 %     |         |            |  |  |
|                | UDF            | François Bayrou         | 10 984  | 6,8 %      |         |            |  |  |
|                | MC             | Jean-Pierre Chevènement | 9 072   | 5,62 %     |         |            |  |  |
|                | LO             | Arlette Laguiller       | 8 613   | 5,33 %     |         |            |  |  |
|                | Les Verts      | Noël Mamère             | 8 467   | 5,24 %     |         |            |  |  |
|                | LCR            | Olivier Besancenot      | 8 287   | 5,13 %     |         |            |  |  |
|                | PC             | Robert Hue              | 6 717   | 4,16 %     |         |            |  |  |
|                | DL             | Alain Madelin           | 5 289   | 3,28 %     |         |            |  |  |
|                | MNR            | Bruno Mégret            | 4 244   | 2,63 %     |         |            |  |  |
|                | PRG            | Christiane Taubira      | 3 086   | 1,91 %     |         |            |  |  |
|                | Cap21          | Corinne Lepage          | 3 039   | 1,88 %     |         |            |  |  |
|                | FRS            | Christine Boutin        | 2 536   | 1,57 %     |         |            |  |  |
|                | PT             | Daniel Gluckstein       | 870     | 0,54 %     |         |            |  |  |
|                |                |                         |         |            |         |            |  |  |
|                |                |                         | Nombre  | % inscrits | Nombre  | % inscrits |  |  |
| Inscrits       | Inscrits       | Inscrits                | 219 920 |            | 219 803 |            |  |  |
| Abstentions    | Abstentions    | Abstentions             | 52 252  | 23,76 %    | 37 005  | 16,84 %    |  |  |
| Votants        | Votants        | Votants                 | 167 668 | 76,24 %    | 182 798 | 83,16 %    |  |  |
|                |                |                         |         |            |         |            |  |  |
|                |                |                         |         | % votants  |         | % votants  |  |  |
| Blancs ou nuls | Blancs ou nuls | Blancs ou nuls          | 6 223   | 3,71 %     | 12 059  | 6,6 %      |  |  |
| Exprimés       | Exprimés       | Exprimés                | 161 445 | 96,29 %    | 170 739 | 93,4 %     |  |  |

### 1995
Après une nouvelle cohabitation et alors que la droite est particulièrement divisée entre Chirac et le Premier ministre Balladur, Jospin réussit à arriver en tête au premier tour de l'élection présidentielle de 1995, malgré la très lourde défaite de la gauche aux législatives de 1993. Au second tour, il est battu par Chirac.
Dans l'Ardèche, Lionel Jospin arrive en tête du premier tour avec 22,98 % des exprimés, suivi de Édouard Balladur avec 20,07 %, Jacques Chirac avec 18,1 %, Jean-Marie Le Pen avec 14,18 % et Robert Hue avec 9,97 %. Au second tour, les électeurs ont voté à 51,63 % pour Jacques Chirac contre 48,37 % pour Lionel Jospin avec un taux de participation de 82,98 % des inscrits.
|                | PS             | Lionel Jospin        | 38 151  | 22,98 %    | 79 486  | 48,37 %    |  |  |
|                | RPR            | Édouard Balladur     | 33 326  | 20,07 %    |         |            |  |  |
|                | RPR            | Jacques Chirac       | 30 055  | 18,1 %     | 84 837  | 51,63 %    |  |  |
|                | FN             | Jean-Marie Le Pen    | 23 548  | 14,18 %    |         |            |  |  |
|                | PC             | Robert Hue           | 16 547  | 9,97 %     |         |            |  |  |
|                | LO             | Arlette Laguiller    | 8 986   | 5,41 %     |         |            |  |  |
|                | MPF            | Philippe de Villiers | 8 372   | 5,04 %     |         |            |  |  |
|                | Les Verts      | Dominique Voynet     | 6 524   | 3,93 %     |         |            |  |  |
|                | S&P            | Jacques Cheminade    | 531     | 0,32 %     |         |            |  |  |
|                |                |                      |         |            |         |            |  |  |
|                |                |                      | Nombre  | % inscrits | Nombre  | % inscrits |  |  |
| Inscrits       | Inscrits       | Inscrits             | 211 247 |            | 211 198 |            |  |  |
| Abstentions    | Abstentions    | Abstentions          | 39 955  | 18,91 %    | 35 950  | 17,02 %    |  |  |
| Votants        | Votants        | Votants              | 171 292 | 81,09 %    | 175 248 | 82,98 %    |  |  |
|                |                |                      |         |            |         |            |  |  |
|                |                |                      |         | % votants  |         | % votants  |  |  |
| Blancs ou nuls | Blancs ou nuls | Blancs ou nuls       | 5 252   | 3,07 %     | 10 925  | 6,23 %     |  |  |
| Exprimés       | Exprimés       | Exprimés             | 166 040 | 96,93 %    | 164 323 | 93,77 %    |  |  |

### 1988
Après deux ans de cohabitation, Mitterrand affronte le Premier ministre Chirac lors de l'élection présidentielle de 1988. Le Pen obtient au premier tour un score jusque-là sans précédent pour un parti d'extrême droite. Au second tour, Mitterrand est facilement réélu.
Dans l'Ardèche, François Mitterrand arrive en tête du premier tour avec 30,64 % des exprimés, suivi de Jacques Chirac avec 19,99 %, Raymond Barre avec 19,04 %, Jean-Marie Le Pen avec 12,89 % et André Lajoinie avec 8,03 %. Au second tour, les électeurs ont voté à 52,29 % pour François Mitterrand contre 47,71 % pour Jacques Chirac avec un taux de participation de 86,14 % des inscrits.
|                | PS                    | François Mitterrand | 50 554  | 30,64 %    | 88 528  | 52,29 %    |  |  |
|                | RPR                   | Jacques Chirac      | 32 987  | 19,99 %    | 80 761  | 47,71 %    |  |  |
|                | SE                    | Raymond Barre       | 31 409  | 19,04 %    |         |            |  |  |
|                | FN                    | Jean-Marie Le Pen   | 21 272  | 12,89 %    |         |            |  |  |
|                | PC                    | André Lajoinie      | 13 248  | 8,03 %     |         |            |  |  |
|                | Les Verts             | Antoine Waechter    | 6 825   | 4,14 %     |         |            |  |  |
|                | Communiste rénovateur | Pierre Juquin       | 4 761   | 2,89 %     |         |            |  |  |
|                | LO                    | Arlette Laguiller   | 3 253   | 1,97 %     |         |            |  |  |
|                | MPT                   | Pierre Boussel      | 668     | 0,4 %      |         |            |  |  |
|                |                       |                     |         |            |         |            |  |  |
|                |                       |                     | Nombre  | % inscrits | Nombre  | % inscrits |  |  |
| Inscrits       | Inscrits              | Inscrits            | 203 525 |            | 203 485 |            |  |  |
| Abstentions    | Abstentions           | Abstentions         | 35 282  | 17,34 %    | 28 206  | 13,86 %    |  |  |
| Votants        | Votants               | Votants             | 168 243 | 82,66 %    | 175 279 | 86,14 %    |  |  |
|                |                       |                     |         |            |         |            |  |  |
|                |                       |                     |         | % votants  |         | % votants  |  |  |
| Blancs ou nuls | Blancs ou nuls        | Blancs ou nuls      | 3 266   | 1,94 %     | 5 990   | 3,42 %     |  |  |
| Exprimés       | Exprimés              | Exprimés            | 164 977 | 98,06 %    | 169 289 | 96,58 %    |  |  |

### 1981
Lors de l'élection présidentielle de 1981, Giscard d'Estaing arrive en tête au premier tour et affronte, comme la fois précédente, Mitterrand. Pour la première fois, un président sortant est battu : Mitterrand devient le premier président de gauche de la Ve République.
Dans l'Ardèche, Valéry Giscard d'Estaing arrive en tête du premier tour avec 31,55 % des exprimés, suivi de François Mitterrand avec 25,22 %, Georges Marchais avec 15,8 %, Jacques Chirac avec 15,75 % et Brice Lalonde avec 3,97 %. Au second tour, les électeurs ont voté à 52,37 % pour François Mitterrand contre 49,38 % pour Valéry Giscard d'Estaing avec un taux de participation de 87,07 % des inscrits.
|                | UDF            | Valéry Giscard d'Estaing | 48 576  | 31,55 %    | 80 910  | 49,38 %    |  |  |
|                | PS             | François Mitterrand      | 38 827  | 25,22 %    | 82 940  | 50,62 %    |  |  |
|                | PC             | Georges Marchais         | 24 325  | 15,8 %     |         |            |  |  |
|                | RPR            | Jacques Chirac           | 24 250  | 15,75 %    |         |            |  |  |
|                | MEP            | Brice Lalonde            | 6 106   | 3,97 %     |         |            |  |  |
|                | LO             | Arlette Laguiller        | 3 383   | 2,2 %      |         |            |  |  |
|                | Divers droite  | Michel Debré             | 2 547   | 1,65 %     |         |            |  |  |
|                | MRG            | Michel Crépeau           | 2 327   | 1,51 %     |         |            |  |  |
|                | PSU            | Huguette Bouchardeau     | 1 990   | 1,29 %     |         |            |  |  |
|                | Divers droite  | Marie-France Garaud      | 1 629   | 1,06 %     |         |            |  |  |
|                |                |                          |         |            |         |            |  |  |
|                |                |                          | Nombre  | % inscrits | Nombre  | % inscrits |  |  |
| Inscrits       | Inscrits       | Inscrits                 | 192 790 |            | 193 140 |            |  |  |
| Abstentions    | Abstentions    | Abstentions              | 36 465  | 18,91 %    | 24 977  | 12,93 %    |  |  |
| Votants        | Votants        | Votants                  | 156 325 | 81,09 %    | 168 163 | 87,07 %    |  |  |
|                |                |                          |         |            |         |            |  |  |
|                |                |                          |         | % votants  |         | % votants  |  |  |
| Blancs ou nuls | Blancs ou nuls | Blancs ou nuls           | 2 365   | 1,51 %     | 4 313   | 2,56 %     |  |  |
| Exprimés       | Exprimés       | Exprimés                 | 153 960 | 98,49 %    | 163 850 | 97,44 %    |  |  |

### 1974
L'élection présidentielle de 1974 est une élection anticipée à la suite de la mort de Pompidou. Mitterrand, candidat unique de la gauche, est largement en tête au premier tour devant Giscard d'Estaing, qui distance lui-même Chaban-Delmas. Au terme d'une campagne animée, marquée par un débat télévisé tendu, Giscard d'Estaing l'emporte avec une très courte avance.
Dans l'Ardèche, François Mitterrand arrive en tête du premier tour avec 42,1 % des exprimés, suivi de Valéry Giscard d'Estaing avec 32,72 %, Jacques Chaban-Delmas avec 16,94 %, Jean Royer avec 2,72 % et Arlette Laguiller avec 2,63 %. Au second tour, les électeurs ont voté à 52,37 % pour Valéry Giscard d'Estaing contre 47,63 % pour François Mitterrand avec un taux de participation de 89,22 % des inscrits.
|                | PS             | François Mitterrand      | 60 245  | 42,1 %     | 71 065  | 47,63 %    |  |  |
|                | RI             | Valéry Giscard d'Estaing | 46 817  | 32,72 %    | 78 134  | 52,37 %    |  |  |
|                | UDR            | Jacques Chaban-Delmas    | 24 235  | 16,94 %    |         |            |  |  |
|                | SE             | Jean Royer               | 3 895   | 2,72 %     |         |            |  |  |
|                | LO             | Arlette Laguiller        | 3 765   | 2,63 %     |         |            |  |  |
|                | SE, écologiste | René Dumont              | 1 613   | 1,13 %     |         |            |  |  |
|                | FN             | Jean-Marie Le Pen        | 839     | 0,59 %     |         |            |  |  |
|                | MDSF           | Émile Muller             | 703     | 0,49 %     |         |            |  |  |
|                | FCR            | Alain Krivine            | 462     | 0,32 %     |         |            |  |  |
|                | MFE            | Jean-Claude Sebag        | 228     | 0,16 %     |         |            |  |  |
|                | NAR            | Bertrand Renouvin        | 224     | 0,16 %     |         |            |  |  |
|                |                |                          |         |            |         |            |  |  |
|                |                |                          | Nombre  | % inscrits | Nombre  | % inscrits |  |  |
| Inscrits       | Inscrits       | Inscrits                 | 169 453 |            | 169 406 |            |  |  |
| Abstentions    | Abstentions    | Abstentions              | 25 000  | 14,75 %    | 18 260  | 10,78 %    |  |  |
| Votants        | Votants        | Votants                  | 144 453 | 85,25 %    | 151 146 | 89,22 %    |  |  |
|                |                |                          |         |            |         |            |  |  |
|                |                |                          |         | % votants  |         | % votants  |  |  |
| Blancs ou nuls | Blancs ou nuls | Blancs ou nuls           | 1 357   | 0,94 %     | 1 947   | 1,29 %     |  |  |
| Exprimés       | Exprimés       | Exprimés                 | 143 096 | 99,06 %    | 149 199 | 98,71 %    |  |  |

### 1969
L'élection présidentielle de 1969 est une élection anticipée à la suite de la démission de De Gaulle. La gauche se lance désunie dans la course et, bien que Duclos (PCF) manque de le devancer, c'est le président par intérim Poher qui accède au second tour face à l'ex-Premier ministre Pompidou. Alors que Duclos refuse d'appeler à voter au second tour pour « bonnet blanc ou blanc bonnet », Pompidou est finalement largement élu.
Dans l'Ardèche, Georges Pompidou arrive en tête du premier tour avec 45,51 % des exprimés, suivi de Alain Poher avec 23,49 %, Jacques Duclos avec 21,33 %, Gaston Defferre avec 4,47 % et Michel Rocard avec 3,12 %. Au second tour, les électeurs ont voté à 58,32 % pour Georges Pompidou contre 41,68 % pour Alain Poher avec un taux de participation de 71,24 % des inscrits.
|                | UDR            | Georges Pompidou | 58 441  | 45,51 %    | 65 203  | 58,32 %    |  |  |
|                | CD             | Alain Poher      | 30 170  | 23,49 %    | 46 604  | 41,68 %    |  |  |
|                | PC             | Jacques Duclos   | 27 386  | 21,33 %    |         |            |  |  |
|                | SFIO           | Gaston Defferre  | 5 741   | 4,47 %     |         |            |  |  |
|                | PSU            | Michel Rocard    | 4 004   | 3,12 %     |         |            |  |  |
|                | SE             | Louis Ducatel    | 1 506   | 1,17 %     |         |            |  |  |
|                | LC             | Alain Krivine    | 1 170   | 0,91 %     |         |            |  |  |
|                |                |                  |         |            |         |            |  |  |
|                |                |                  | Nombre  | % inscrits | Nombre  | % inscrits |  |  |
| Inscrits       | Inscrits       | Inscrits         | 167 157 |            | 167 096 |            |  |  |
| Abstentions    | Abstentions    | Abstentions      | 37 267  | 22,29 %    | 48 065  | 28,76 %    |  |  |
| Votants        | Votants        | Votants          | 129 890 | 77,71 %    | 119 031 | 71,24 %    |  |  |
|                |                |                  |         |            |         |            |  |  |
|                |                |                  |         | % votants  |         | % votants  |  |  |
| Blancs ou nuls | Blancs ou nuls | Blancs ou nuls   | 1 472   | 1,13 %     | 7 224   | 6,07 %     |  |  |
| Exprimés       | Exprimés       | Exprimés         | 128 418 | 98,87 %    | 111 807 | 93,93 %    |  |  |

### 1965
L'élection présidentielle de 1965 est la première élection au suffrage universel direct à la suite du référendum d'octobre 1962. De Gaulle est mis en ballottage, à la surprise générale, par Mitterrand, candidat unique de la gauche. La campagne du second tour est axée sur l'Europe et les relations internationales ainsi que sur l'armement nucléaire. De Gaulle est finalement réélu avec une large avance.
Dans l'Ardèche, Charles de Gaulle arrive en tête du premier tour avec 42,68 % des exprimés, suivi de François Mitterrand avec 32,46 %, Jean Lecanuet avec 16,89 %, Jean-Louis Tixier-Vignancour avec 5,39 % et Pierre Marcilhacy avec 1,3 %. Au second tour, les électeurs ont voté à 55,42 % pour Charles de Gaulle contre 44,58 % pour François Mitterrand avec un taux de participation de 83,57 % des inscrits.
|                | UNR            | Charles de Gaulle            | 58 538  | 42,68 %    | 74 503  | 55,42 %    |  |  |
|                | CIR            | François Mitterrand          | 44 526  | 32,46 %    | 59 920  | 44,58 %    |  |  |
|                | MRP            | Jean Lecanuet                | 23 172  | 16,89 %    |         |            |  |  |
|                | SE             | Jean-Louis Tixier-Vignancour | 7 396   | 5,39 %     |         |            |  |  |
|                | PLE            | Pierre Marcilhacy            | 1 780   | 1,3 %      |         |            |  |  |
|                | SE             | Marcel Barbu                 | 1 758   | 1,28 %     |         |            |  |  |
|                |                |                              |         |            |         |            |  |  |
|                |                |                              | Nombre  | % inscrits | Nombre  | % inscrits |  |  |
| Inscrits       | Inscrits       | Inscrits                     | 165 626 |            | 165 575 |            |  |  |
| Abstentions    | Abstentions    | Abstentions                  | 27 186  | 16,41 %    | 27 206  | 16,43 %    |  |  |
| Votants        | Votants        | Votants                      | 138 440 | 83,59 %    | 138 369 | 83,57 %    |  |  |
|                |                |                              |         |            |         |            |  |  |
|                |                |                              |         | % votants  |         | % votants  |  |  |
| Blancs ou nuls | Blancs ou nuls | Blancs ou nuls               | 1 270   | 0,92 %     | 3 946   | 2,85 %     |  |  |
| Exprimés       | Exprimés       | Exprimés                     | 137 170 | 99,08 %    | 134 423 | 97,15 %    |  |  |